# Fajlaka
Failaka je největší obydlený ostrov v Kuvajtu. Nachází se v severozápadním rohu Perského zálivu, 20 km od pevniny, na jejímž výběžku leží Salmia. Plochý ostrov má na délku 14 km a na šířku 6 km, celkem 43 km2. Ostrov má vlastní zdroj vody, ale ten je dnes nedostačující. Proto byl postaven podmořský vodovod včetně elektrického kabelu.

## Historie
Ostrov byl osídlen minimálně 2000 let před naším letopočtem, našly se pozůstatky kultury Dilmun, která pochází z Bahrajnu. V roce 325 př. n. l. tu přistáli Řekové, které vedl Alexandrův admirál Nearchus a postavili osadu s chrámem. Žili tady do roku 150 př. n. l. Failaka byla významnou obchodní stanicí a součástí cesty námořního obchodu v Ptolomaiovské éře. V místním dialektu se ostrovu říkalo Failacha.
Později zde žili Arabové, kteří si v 19 a 20. stol. vystavěli domy, z nichž se část zachovala dodnes.